# Вероніка Франко
Вероніка Франко (італ. Veronica Franco) — венеційська поетеса та куртизанка епохи Відродження.

## Біографія
Дочка куртизанки Паули і Франческо Франко. Її сім'я входила до професійної касти, яка становила венеційську урядову бюрократію та релігійні братства. Її батько був купцем і мав свій герб. Вероніка була єдиною дочкою в сім'ї, де виховувалося ще троє синів. Її інтелектуальне життя почалося із спільного навчання разом із ними в приватних викладачів. До 18 років була дружиною доктора Паула Паніца, але шлюб не був тривалим. Судячи з заповіту, датованого 10 серпня 1564 року, вона поїхала від нього, будучи вагітною (хто був батьком дитини — невідомо). Вероніка мала шестеро дітей, троє з них померло в дитинстві. Батьком одного з них буде венеційський аристократ Андреа Трон, а іншого Джакомо ді Бабаллі, заможний купець з Рагуси. В 1565 році, не досягнувши і 20 років, жінка була включена до «Перелік усіх основних та найшанованіших куртизанок Венеції». Вона була «шанованою куртизанкою», тобто належала до елітарної категорії. Згідно з цим переліком, вона жила на Кампо-Санта-Марія-Формоса разом із матір'ю. З 1570-х років стала учасницею літературного салону Доменіко Веньєра, колишнього венеційського сенатора та порадника багатьох жінок-літераторів, включаючи Туллію д'Арагон та Модерату Фонте. Веньєр забезпечив матеріальний достаток, а також купив для неї велике зібрання книг, яке стало предметом заздрості для інтелектуалів міста. До 1570-х років вона входила до найпрестижніших літературних кіл міста, беручи участь у дискусіях. Жила розкішно, грала на музичних інструментах, розбиралася в літературі Стародавньої Греції та Риму, спілкувалася з мислителями, поетами, художниками та політиками. Її відвідували Челіо Маньо, Бернардо Тассо, Спероне Спероні. Серед її коханих був король Генріх III, який, подорожуючи з Польщі до Франції у липні 1574 року, заїхав до Венеції.

#### Пізній період життя
В 1575, під час епідемії чуми, Вероніка була змушена покинути Венецію, а її будинок та багатства були розграбовані. На плечі Вероніки (повернулася до Венеції в 1577 році) лягла турбота не тільки про власних дітей, а й про осиротілих племінників. 8 жовтня 1580 р. їй довелося захищатися від звинувачень інквізиції в чаклунстві і єресі, що нібито практикувалися в її будинку: 
«Використання диявольських інвокацій, заборонені ігри в її будинку, наведення любовних чарів на німецьких купців, поїдання м'яса по п'ятницях, церкви та брехня щодо свого шлюбного статусу для того, щоб носити прикраси, заборонені повіям».
Звинувачення були висунуті за наклепом Рідольфо Ваннітеллі, наставника її сина. 
«Згідно з документами, вона блискуче себе захищала на венеційському діалекті, з великою пристрастю та впевненістю у своїй правоті, які вразили присутніх настільки, що звинувачення було знято».
У свою чергу, Вероніка згадала, що цей Рідольфо Ваннітеллі крав з її будинку. Її розумний захист, допомога Доменіко Веньєра та гарне ставлення інквізитора врятували її від звинувачень. 13 жовтня розгляд було припинено після другого засідання. Жодних свідків звинувачення не було залучено. Саме з цих протоколів відомо про те, що вона народила 6 дітей, у тому числі двох синів на ім'я Ахілл та Еней. Але її репутація була пошкоджена, і з цього моменту її успіхи йдуть на спад. Її вірний покровитель і друг Доменіко Веньєр помер у 1582 році. Як припускають деякі дослідники, на той час Вероніка «встала на істинний шлях». Її вважають автором двох анонімних та непідписаних документів, де міській раді пропонується створити будинки для бідних жінок, керуючим якими автор (Вероніка) готова стати. Цю версію висунув Еммануель Чіконья, і деякі сучасні дослідники продовжують розділяти його думку. Подібний будинок (Casa del Soccorso) був заснований у 1580 році якоюсь венеційкою, але свідчення, які б підтримали гіпотезу, що нею була Вероніка Франко, відсутні. Після 1580 інформація про неї мізерна. За деякими свідченнями, Вероніка померла у злиднях. За іншими даними, документи свідчать, що хоча її становище наприкінці років не було таким процвітаючим, як у юності, проте вона не бідувала. Податкові декларації 1582 року свідчать, що вона жила у частині міста поблизу церкви Сан-Самуеле, де мешкало багато знедолених повій. Свою літературну діяльність вона припинила. Померла у віці 45 років після 20 днів, проведених в гарячці невідомого походження. Існує версія, що останні роки вона провела у покаянні.